# Sony Cyber-shot DSC-H10
 (juin 2019).
Pour les articles homonymes, voir H10.
Le Cyber-shot DSC-H10 est un appareil photographique numérique de type bridge fabriqué par Sony.

## Présentation
L'appareil offre une définition maximum de 8,1 mégapixels, et possède un zoom optique de 10x, le tout pour des dimensions de 10,6 × 6,8 × 4,9 cm.
Son système de prise de vues propose neuf modes : crépuscule, crépuscule portrait, adouci, paysage, plage, neige, feux d'artifice, haute sensibilité, avancé sport.
L’ajustement de l'exposition est automatique et permet également un mode manuel avec un ajustement dans une fourchette de ±2.0 par paliers de 0,33 EV.
La balance des blancs se fait de manière automatique avec des options pré-réglées (lumineux, nuageux, fluorescent1, fluorescent2, fluorescent3, incandescent, flash).
Son flash incorporé a une portée effective de 0,2 à 7 m et dispose de la fonction atténuation des yeux rouges et d'un dispositif d'éclairage AF.

## Caractéristiques
- Capteur CCD HAD 1/2,5 pouces - définition : 8,1 millions de pixels
- Zoom optique : 10x, numérique jusqu'à 20x
  - Distance focale équivalence 35 mm : 38–380 mm
  - Stabilisateur optique Super Steady Shot
- Vitesse d'obturation : Auto : 1/4 à 1/2000 seconde
- Sensibilité : ISO 100 à ISO 3200
- Définition image : 3264 × 2448, 2592 × 1944, 2048 × 1536, VGA 640 × 480, 16/9 920 × 1080, 3:2 3264 × 2176 au format JPEG
- Définition vidéo : 640 × 480 à 25 images par seconde, 640 × 480 à 16,6 images par seconde et 320 × 240 à 8,3 images par seconde au format MPEG.
- Stockage : Memory Stick Duo et Memory Stick Pro Duo, Memory Stick Pro Duo High Speed et Memory Stick Pro HG Duo, mémoire interne : 31 Mo
- Connectique : USB 2.0, borne multifonctions
- Écran LCD de 3 pouces - matrice active TFT de 230000 points
- Batterie propriétaire rechargeable lithium-ion NP-BG1 et chargeur
- Poids : 264 g
- Finition : noir